# 1726
Cette page concerne l'année 1726  du calendrier grégorien.
L'année 1726 est une année commune qui commence un mardi.

## Événements
- 11 janvier : Charles de La Boische de Beauharnois est nommé gouverneur de la Nouvelle-France[1].
- 23 mars : au Brésil, Florianópolis obtient le statut de ville[2].
- Mars : révolte des esclaves en Guadeloupe[3].
- 13 avril : au Brésil, Fortaleza obtient le statut de ville[4].

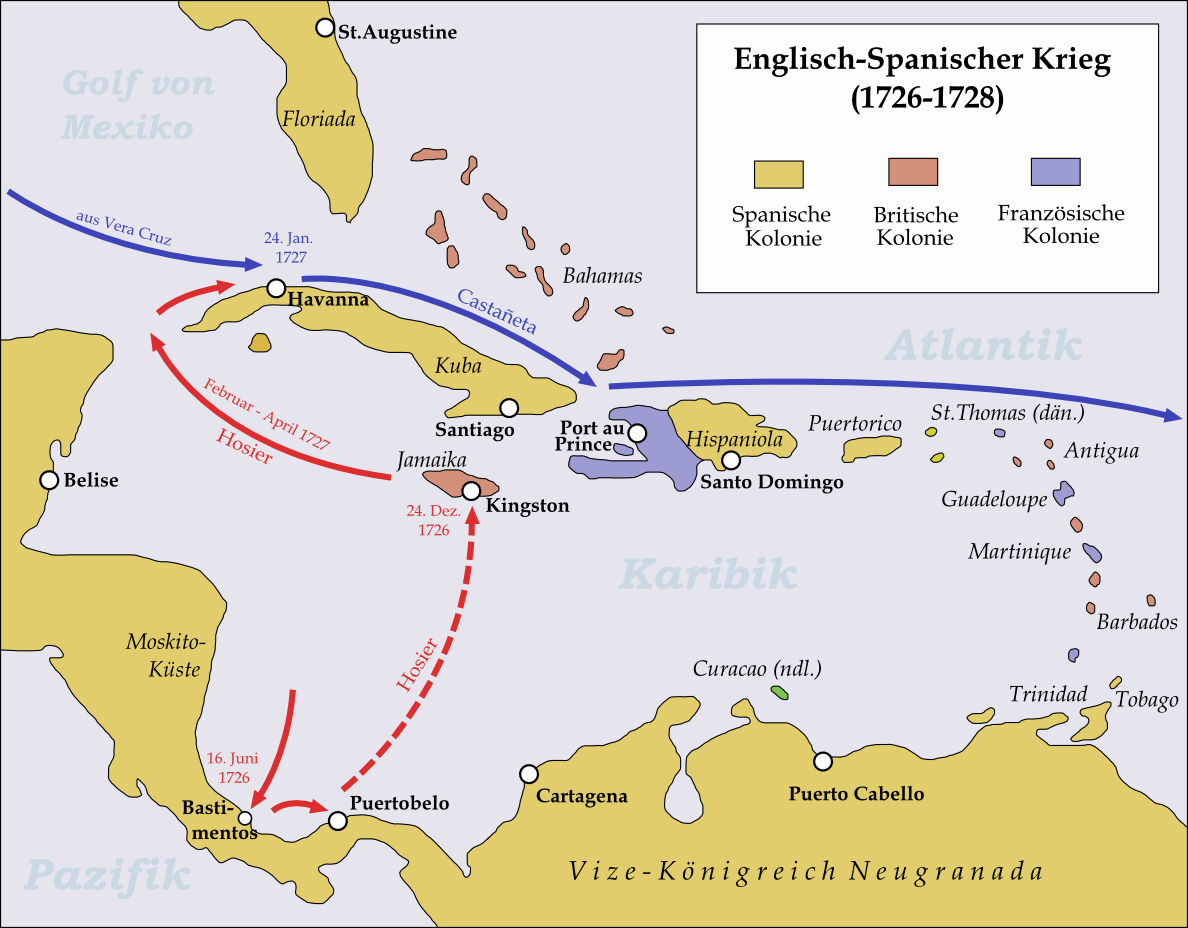
Carte montrant les opérations dans les Caraïbes pendant la guerre anglo-espagnole.

- 16 juin, guerre anglo-espagnole : la flotte de l’amiral britannique Francis Hosier apparait devant Bastimentos avec vingt bâtiments armés ; elle assure avec succès le blocus de Portobelo pour empêcher le départ du convoi espagnol, sans prendre la ville, selon les ordres de Londres, mais Hosier et son équipage sont décimés par la fièvre jaune (1727)[5].

- Été, Chine : le gouverneur-général Ortai mène une campagne au sud du Yunnan pour réprimer les insurrections tribales les Miao[6].

- Juillet, Perse : Nadir Khan Afchar, un nomade, qui a fédéré les tribus du nord de l’Iran, joint ses armées au Séfévide Tahmasp II, qui contrôle la région d'Astarabad[7]. Nadir reprend Ispahan et aide Chah Tahmasp à reprendre son trône aux Afghans (1729). Il leur reprend Hérat et le Khorassan.

- 20 novembre : le Chah afghan de Perse Ashraf vainc les Ottomans près d’Hamadan ; en octobre 1727, il négocie la paix, et reconnait l’ouest et le nord-ouest de la Perse comme territoires ottomans[8].
- 10 décembre : canonisation de Turibio de Mongrovejo, archevêque de Lima[9].
- 24 décembre : fondation de la ville de Montevideo par les Espagnols pour stopper les incursions des colons portugais venant du Brésil[10].

### Europe
- 8 février, Russie : création du conseil suprême privé qui réduit les pouvoirs du Sénat. Présidé par l'impératrice, il compte sept membres : Menchikov, Fiodor Apraxine, Gavriil Golovkine, Andreï Osterman ⋅, Pierre Tolstoï, D. M. Galitzine, ministre des finances[11].

- 26 février : Charles Albert devient électeur de Bavière[12].

- 5 juillet (26 juin du calendrier julien) : Maurice de Saxe est régulièrement élu par la Diète de Courlande. Menchikov se rend à Mitau et menace de faire intervenir l’armée russe si les États ne procèdent pas à une autre élection (13 juillet). La diète de Pologne proclame le rattachement de la Courlande à la Pologne (10 octobre) et le roi de Pologne rappelle son fils (26 octobre), qui refuse de se soumettre[13]. Après avoir perdu l'appui d'Anna Ivanovna, Maurice est chassé par des troupes russes en 1727.
- 11 juillet : incendie à Lisbonne, qui détruit l’arsenal[14].
- 6 août (26 juillet du calendrier julien) : le Saint-Empire et la Russie concluent à Vienne une alliance contre la Turquie. La Russie accède au traité de Vienne (1725), signé entre l’empereur Charles VI et l'Espagne. Elle met 30 000 hommes à la disposition de ses alliés en échange de leur soutien en cas de guerre contre les Ottomans[15].
- 9 août : les Provinces-Unies adhérent au traité de Hanovre de 1725[16].
- 21 septembre : réunion des États de Suède. Le chancelier de Suède Arvid Horn (1664-1742), chef du parti des Bonnets, est choisi pour être maréchal de la diète[17]. Il pratique une politique étrangère prudente (partisan de la paix et de l’alliance russo-britannique). Il fait connaître à la Suède un rapide essor économique[18].
- 29 septembre : José Patiño Rosales devient ministre de Philippe V d'Espagne après la démission de Ripperda le 14 mai (fin en 1736)[19].
- 19 octobre : aurore boréale exceptionnelle observée dans une grande partie de l'Europe.
- Octobre, Russie : édit ordonnant, par mesure d'économie, la fusion des écoles laïques créées par Pierre le Grand avec les séminaires[20].

- Fondation de la première loge maçonnique de Bohême à Prague par le comte Sporek (1662-1738)[21].

## Naissances en 1726
- 13 janvier : Friedrich Wilhelm von Raison, homme d’État et savant allemand († 20 novembre 1791).
- 28 janvier : Laurent Angliviel de La Beaumelle, homme de lettres français, protestant († 17 novembre 1773).

- 6 février : Patrick Russell, médecin et naturaliste écossais († 2 juillet 1805).

- 1er mai : Antonio Zucchi, peintre italien († 1795).
- 20 mai : Gabriel-François Doyen, peintre français († 13 mars 1806).

- 3 juin : James Hutton, géologue écossais († 26 mars 1797).
- 14 juin : Thomas Pennant, amateur d'antiquités et naturaliste britannique († 16 décembre 1798).

- 19 juillet : Pierre-Charles Le Mettay, peintre et dessinateur français († 29 mars 1759).

- 9 août : Francesco Cetti, prêtre jésuite, zoologiste et mathématicien italien († 20 novembre 1778).
- 26 août : Karl Kohaut, luthiste et compositeur autrichien († 6 août 1784).

- 7 septembre : Philidor (François-André Dunican), joueur d'échecs et compositeur († 31 août 1795).

- 15 octobre : Françoise Duparc, peintre française († 2 octobre 1778).
- 16 octobre : Daniel Chodowiecki, peintre, illustrateur et graveur germano-polonais († 7 février 1801).

- Date précise inconnue :
  - Michel-Bruno Bellengé, peintre français († 13 décembre 1793).
  - Francis Page, homme politique britannique († 24 août 1803).
  - Giovanni Scajario, peintre italien († 1792).
  - Wilhelm Mouline, pasteur protestant († 1802).

## Décès en 1726
- 11 mars : Louis-Camus Destouches, officier d'artillerie français (° 1668).
- ? mars : Alessandro Gherardini, peintre baroque italien de l'école florentine (° 16 novembre 1655).

- 24 mai : Étienne-Benjamin Deschauffours, brûlé à Paris pour sodomie (° ca 1690).

- 4 juin : Matthys Naiveu, peintre néerlandais (° 16 avril 1647).
- 18 juin : Michel-Richard Delalande, musicien français (° 15 décembre 1657).

- 8 juillet :  Antonio Maria Bononcini, violoncelliste et compositeur italien (° 18 juin 1677).

- 12 août : Antonio Palomino, peintre, théoricien de la peinture et critique d'art espagnol (° 1655).
- 25 août : Hagopdjan de Deritchan, riche marchand arménien, premier consul de Perse à Marseille.

- 16 septembre : Jakob Prandtauer, architecte autrichien baroque (° 16 juillet 1660).

- 10 octobre : Tommaso Redi, peintre italien de la période baroque tardive (° 22 décembre 1665).

- 16 novembre : Giacomo del Po, peintre italien (° 1654).
- 22 novembre : Anton Domenico Gabbiani, peintre italien du baroque tardif de l'école florentine (° 13 février 1652).

- Date précise inconnue :
  - Antonio Bellucci, peintre baroque italien (° 1654).
  - Gregorio de Ferrari, peintre baroque italien de l'école génoise (° 1647).